# Аби Корниш
Аби Корниш (на английски: Abbie Cornish) е австралийска актриса.

## Частична филмография
- 2004 – „Салто“ (Somersault)
- 2006 – „Кенди“ (Candy)
- 2006 – „Добра година“ (A Good Year)
- 2007 – „Елизабет: Златният век“ (Elizabeth: The Golden Age)
- 2008 – „Невъзможно завръщане“ (Stop-Loss)
- 2010 – „Легенда за пазителите“ (Legend of the Guardians: The Owls of Ga'Hoole)
- 2011 – „Високо напрежение“ (Limitless)
- 2011 – „Sucker Punch: Измислен свят“ (Sucker Punch)
- 2012 – „Седемте психопата“ (Seven Psychopaths)
- 2014 – „Клондайк“ (Klondike)
- 2014 – „Робокоп“ (RoboCop)